# Wiebke Möhring
Wiebke Möhring (* 1970) ist eine deutsche Kommunikationswissenschaftlerin und Hochschullehrerin mit den Lehr- und Forschungsschwerpunkten Journalismusforschung mit Fokus auf Lokaljournalismus und -kommunikation, öffentliche Kommunikation und ihre Rezeptions- und Wirkungsprozesse, Methoden der empirischen Sozialforschung sowie Forschungsethik. Seit 2016 ist sie Professorin für Online-/Printjournalismus am Institut für Journalistik der Technischen Universität Dortmund.

## Leben
Möhring absolvierte von 1990 bis 1995 ein Medienmanagementstudium mit Nebenfach Philosophie an der Hochschule für Musik, Theater und Medien Hannover, in der Folge war sie bis 1996 als Projektmitarbeiterin für das Gutachten „Lokale Berichterstattung in den neuen Ländern in Städten und Gemeinden unter 100.000 Einwohnern“ und von 1996 bis 2000 als wissenschaftliche Mitarbeiterin am dortigen Institut für Journalistik und Kommunikationsforschung beschäftigt. 2000 promovierte sie mit einer Dissertation zur Lokalberichterstattung in den neuen Bundesländern im Zeitraum von 1991 bis 1995 an der Hochschule für Musik, Theater und Medien in Hannover. Von 2000 bis 2002 absolvierte Möhring Forschungsaufenthalte in San Antonio und Baltimore, ehe sie von 2003 bis 2009 erneut als wissenschaftliche Mitarbeiterin am Hannoveraner Institut für Journalistik und Kommunikationsforschung tätig war.
2007 übernahm sie die Vertretung der Professur für Online-Kommunikation und Kommunikatorforschung an der Ludwig-Maximilians-Universität München. An der Hochschule Hannover übernahm sie 2009 die Professur für Öffentliche Kommunikation, die sie bis 2016 innehatte. 2016 habilitierte sie sich an der Hochschule für Musik, Theater und Medien Hannover mit der Lehrberechtigung für Kommunikationswissenschaft und folgte anschließend dem Ruf auf die Professur für Online-/Printjournalismus an das Institut für Journalistik der Technischen Universität Dortmund. Von 2018 bis 2020 war sie Geschäftsführende Direktorin des Instituts, 2020 wurde sie zur Prorektorin Studium der TU Dortmund gewählt.

## Schriften (Auswahl)
- Die Lokalberichterstattung in den neuen Bundesländern: Orientierung im gesellschaftlichen Wandel. Fischer, München 2001, ISBN 978-3-8329-4541-1.
- mit Daniela Schlütz: Die Befragung in der Medien- und Kommunikationswissenschaft: Eine praxisorientierte Einführung. Westdeutscher Verlag, Wiesbaden 2003, ISBN 978-3-531-13780-3.
- mit Sonja Kretzschmar und Lutz Timmermann: Lokaljournalismus. VS Verlag für Sozialwissenschaften, Wiesbaden 2009, ISBN 978-3-531-15249-3.
- mit Daniela Schlütz: Die Befragung in der Medien- und Kommunikationswissenschaft: Eine praxisorientierte Einführung. VS Verlag für Sozialwissenschaften, Wiesbaden 2010, ISBN 978-3-531-16994-1.
- mit Daniela Schlütz: Handbuch standardisierte Erhebungsverfahren in der Kommunikationswissenschaft. Springer VS, Wiesbaden 2013, ISBN 978-3-531-18775-4.
- mit Wilfried Köpke und Alisa Ruprecht: Ausbildung und Beschäftigung: Was leistet der private Rundfunk in Niedersachsen? – Eine quantitative und qualitative Erhebung. Vistas, Berlin 2012, ISBN 978-3-89158-575-7.
- mit Anna-Lena Wagner: Freie in Lokalredaktionen: Merkmale, Tätigkeitsfelder und organisationale Einbindung. Springer VS, Wiesbaden 2022, ISBN 978-3-658-37683-3.